# John Locke (filosoof)
John Locke (Wrington bij Bristol, 29 augustus 1632 – High Laver, Essex, 28 oktober 1704) was een Engels filosoof, econoom en arts in de periode van de vroege Verlichting. 
Locke wordt gezien als een van de meest invloedrijke verlichtingsdenkers en staat bekend als de 'vader van het liberalisme'. Hij werd een van de eerste Britse empiristen in de traditie van Francis Bacon. Hij zag het ongeschreven natuurrecht als grondslag van het formele staatsrecht en zijn concept van het sociaal contract vormde de basis van zijn pleidooi voor volkssoevereiniteit (de gedachte dat de vorst of de regering de wil van het volk moet weerspiegelen). Zijn werk op het gebied van epistemologie en politieke filosofie had invloed op Voltaire en Jean-Jacques Rousseau, op Schotse verlichtingsdenkers zoals David Hume en Adam Smith, en op de Amerikaanse Revolutionairen. Hij was bevriend met Robert Boyle en Lord Ashley. Ook was hij gelieerd aan de platonisten van Cambridge, maar hij volgde hen niet in alle aspecten. 

## Biografie

### Jeugd
Locke werd geboren in een middenklassengezin dat zich op de sociale ladder omhoog werkte. Zijn grootvader was lakenfabrikant; zijn vader was advocaat en klerk bij the Justices of the Peace in Chew Magna. Hij was gedurende het eerste deel van de Engelse Burgeroorlog als kapitein actief in de cavalerie van de parlementarische strijdkrachten.
Hij werd vernoemd naar zijn vader John Locke Sr. Zijn moeder, Agnes Keene, was een leerlooiersdochter. Beide ouders waren puriteinen. Zijn geboortehuis was een klein huisje bij de kerk in Wrington, Somerset (Engeland), 20 kilometer van Bristol. Hij werd gedoopt op de dag van zijn geboorte. Kort daarna verhuisde de familie naar Pensford, ten zuiden van Bristol. Hij groeide op in een landelijk Tudor-huis in het dorpje Belluton in Somerset.

### Studies
In 1647 begon John Locke zijn studie aan de prestigieuze Westminster-school in het vlak bij Londen gelegen Westminster. Deze studie werd mede betaald door Alexander Popham, een 'member of Parliament' en voormalige commandant van Lockes vader. Locke was een 'King's Scholar'. The King's Scholars waren een geselecteerd groepje begaafde jongens met het privilege op de school te wonen en versneld opgeleid te worden voor toelating tot de bekende universiteiten.
In de herfst van 1652 werd hij op 20-jarige leeftijd toegelaten op het Christ Church college, Oxford University. De deken van deze universiteit was John Owen. Hij was vice-kanselier van de universiteit. Locke was een zeer bekwame student. De drie en een half jaar die hij studeerde om zijn B.A.-graad (Bachelor of Arts) te verkrijgen vulde hij vooral met logica, metafysica en de klassieke talen. Hij vond echter ook tijd voor het lezen van werken van moderne filosofen, zoals René Descartes. Gesprekken met privé-leraren, zelfs met studenten in de gangen, werden in het Latijn gevoerd.
Locke vond, net als Thomas Hobbes voor hem, de Aristotelische filosofie, die hij op Oxford bestudeerde van weinig nut. Maar er was in Oxford meer dan alleen Aristoteles. De nieuwe experimentele filosofie was gearriveerd. John Wilkins, Cromwells zwager, was de bestuurder van Wadham College geworden. De groep rond Wilkins werd de kern van wat later The English Royal Society werd. De Society groeide uit informele bijeenkomsten en discussiegroepen en verhuisde naar Londen, waar het een formeel instituut werd. Het doel van deze Society's was het in contrast staan met de Aristotelische tradities die de andere universiteiten domineerden. Hun lessen/programma was het bestuderen van de natuur in plaats van boeken. De meeste van Wilkins' partners waren mensen die geïnteresseerd waren in het toepassen en waarnemen van de geneeskunde in plaats van het lezen in oude klassieke boeken.
In de herfst van 1654 stierf Lockes moeder. Ze werd ziek tijdens een bezoek aan vrienden in Wrington. Op 4 oktober stierf ze in het kleine huisje waar John Locke werd geboren. John was bij de begrafenis aanwezig. Een van Lockes vrienden, die hij nog kende van de Westminster school, Richard Lower, introduceerde hem bij medicijnen en de experimentele filosofie, onderwijs dat werd gegeven door de virtuozen op Wadham.
Locke ontving zijn B.A. in februari 1656. Na zijn studie ging zijn carrière aan Oxford door. In juni 1658 kwalificeerde Locke zich tot Master of Arts (M.A.) en werd hij aangewezen als een Belangrijke Student van Christ Church. Locke moest nog vaststellen wat zijn carrière zou worden. Locke werd gekozen tot lector in het Grieks aan Christ Church in december van 1660 en hij werd gekozen tot lector in de Retoriek in 1663. Op dit moment moest Locke een beslissing nemen. De statuten van Christ Church schreven voor dat 55 van de belangrijkste studentenplaatsen voor geestelijken moesten worden gereserveerd. Slechts vijf zouden door anderen kunnen ingenomen worden, twee in geneeskunde, twee in het recht en één in de moraalfilosofie. Dus had Locke goede redenen om geestelijke te worden. Locke besloot echter dokter te worden. In 1674 kreeg hij zijn bachelor in de geneeskunde. In zijn tijd op Oxford heeft hij zich uitgebreid met de geneeskunde beziggehouden en gewerkt met beroemde wetenschappers en denkers als Robert Boyle, Thomas Willis, Robert Hooke en Richard Lower. Intussen was, in 1661, zijn vader overleden.

### Filosoof

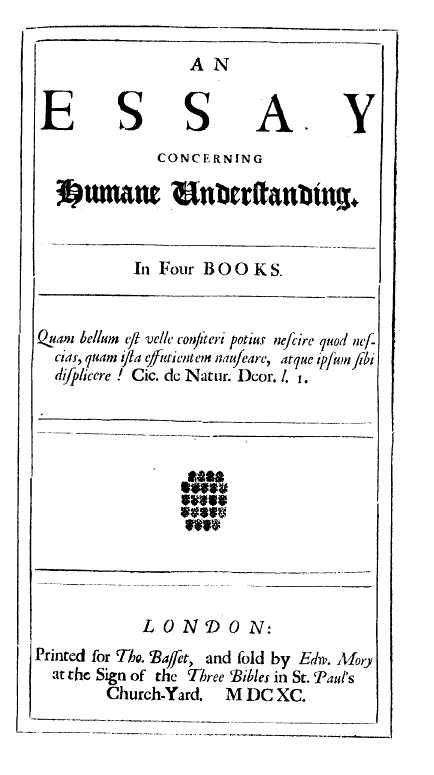
An Essay Concerning Human Understanding

Toen Locke Descartes las, zag hij de grote Franse filosoof als een levensvatbaar alternatief voor het aristotelisme dat hij in Oxford had geleerd. In zijn werk An Essay Concerning Human Understanding neemt hij deze ideeën zo over dat ze een onderdeel van zijn ideeën en denken worden. Hij bewonderde Descartes, maar zijn opleiding gaf hem de mogelijkheid kritisch naar zijn ideeën te kijken.
In 1666 ontmoette hij Anthony Ashley Cooper, eerste graaf van Shaftesbury, die naar Oxford was gekomen om een geneesmiddel te vinden voor zijn leverinfectie. Ashley was geïmponeerd door Locke en overtuigde hem ervan naar Londen te komen om zijn lijfarts te worden. Lord Shaftesbury was een belangrijke Britse politicus. Voor de Whigs zat Ashley-Cooper jarenlang in het Britse parlement, het Lagerhuis, en voerde er een felle oppositie tegen de overwegend katholiek gezinde factie koningsgetrouwen onder Karel II. In 1667 vertrok Locke naar Londen; hij werd daar niet alleen de lijfarts van Lord Shaftesbury maar ook zijn secretaris, onderzoeker, politiek adviseur en vriend.
Tussen 1675 en 1679 verbleef Locke in Frankrijk, waar hij Descartes bestudeerde en in contact kwam met de grote geesten van die tijd.
In 1681 werd de graaf van Shaftesbury vrijgesproken na een beschuldiging van verraad, maar hij vluchtte toch uit vrees voor zijn veiligheid naar Holland, alwaar hij in 1683 zou overlijden. Ook voor zijn medewerkers werd het gevaarlijk, zodat Locke in 1683 ook naar de Republiek der Zeven Verenigde Nederlanden vertrok. Hij vestigde zich in Amsterdam, waar hij tot 1689 zou blijven wonen. Daar schreef hij het grootste gedeelte van zijn meesterwerk An essay concerning human understanding, waar hij al vanaf 1671 aan gewerkt had. Het werd in 1689 gepubliceerd.
In Holland sloot hij zich aan bij de Engelse politieke bannelingen die een samenzwering beraamden teneinde Willem III van Oranje en zijn vrouw Mary op de troon te brengen en hiertoe de impopulaire katholiek James II, die in toenemende mate als absoluut monarch was gaan regeren, van de troon te verstoten. Locke adviseerde hen. De samenzwering lukte en na de Glorious Revolution van 1688, toen koning James II was gevlucht, begeleidde Locke de prinses van Oranje (die overigens de dochter van James II was) naar Engeland waar ze in februari 1689 koningin werd als echtgenote van koning Willem III. In datzelfde jaar publiceerde Locke Epistola de tolerantia (zeer snel vertaald door William Popple als A letter concerning toleration), het eerste van zijn grote politieke werken. In december 1689 verscheen anoniem Two treatises of government (hoewel op de titelpagina 1690 stond vermeld), en in 1693 Some thoughts concerning education.
Locke verbleef sinds 1691 op het landgoed Oates in Essex. Oates Manor House was het huis van Sir Francis and Lady Masham. Locke had Darmis Cudworth, zoals zij voor haar huwelijk heette, voor het eerst ontmoet in 1682. Ze ontwikkelden een relatie op intellectueel vlak maar ook op romantisch gebied. Zij was ook een filosoof en vertelde vrijwel niemand over hun relatie. Nadat Locke naar Holland was gevlucht in 1683, bleven Locke en Lady Masham goede vrienden en intellectuele compagnons tot het einde van Lockes leven.
Ofschoon hij 72 werd en nog vele andere dingen schreef, verscheen zijn belangrijkste werk binnen een periode van vijf jaar. Locke vond zowel voldoening in heel praktische zaken als in de filosofie en was in beide heel bekwaam. Hij is nooit getrouwd, maar was erg geliefd en had veel vrienden; hij was warm, charmant, geestig, wijs en toch bescheiden. Of het nu ging om persoonlijke relaties, politiek of filosofie, altijd liet hij zich leiden door het gezonde verstand, ook al had dat soms tegenspraken tot gevolg, maar die vond hij minder bezwaarlijk dan de ontkenning van wat voor hem duidelijke feiten waren. In dat opzicht was hij typisch Engels en heel erg on-Frans en vooral on-cartesiaans. Hij voelde intuïtief dat het nastreven van consistentie kan leiden tot een verwijdering van de realiteit.

## Filosofie
Locke kende het rationalisme goed, maar vond dat de rede alleen te beperkt was om als fundament voor kennis te dienen. Daartoe was ook de ervaring en de reflectie daarop nodig: ervaringskennis zoals die opgedaan werd door lieden als Robert Boyle, Thomas Sydenham, Christiaan Huygens en Isaac Newton. In zijn tijd werd er geloof gehecht aan het bestaan van aangeboren kennis ("innate knowledge"), een opvatting die door Locke werd verworpen.
Ieder mens wordt volgens Locke geboren als een "tabula rasa", ofwel een onbeschreven blad. Een mens begint met een leeg 'verstand' en het hoofd wordt door ervaringen en indrukken gevuld.
Locke beweert dus dat de bron van alle kennis in de ervaring en de daaropvolgende reflectie ligt omdat deze twee de geest voorzien van het basismateriaal voor de kennis, de zogenaamde ideeën (ideas). Ideeën zijn niet zelf de daadwerkelijke fysieke objecten of dingen, maar ze representeren ze als het ware in de geest. Sommige ideeën vertegenwoordigen in de geest iets dat direct overeenkomt met dat wat ze vertegenwoordigen — dat zijn de ideeën over de primaire kwaliteiten van objecten (grootte, uitgebreidheid, rust, aantal); andere ideeën hebben geen overeenkomsten met datgene waardoor ze veroorzaakt worden — dat zijn de ideeën over de secundaire kwaliteiten (smaak, kleur, temperatuur); deze laatste ideeën zouden alleen in het bewustzijn bestaan.
Deze primaire en secundaire eigenschappen van objecten vormen samen de enkelvoudige ideeën.
Locke definieert enkelvoudige ideeën als kennis die ontstaat door het waarnemen middels één zintuig (bijvoorbeeld: de kleur geel). Het zijn de eenvoudigste bouwstenen van ons denken.
Daarnaast onderscheidt Locke de samengestelde ideeën: deze worden gevormd door combinatie van meerdere enkelvoudige ideeën. Onder de samengestelde ideeën verstaat Locke onder andere:
- Modi: ruimte, duur, ...
- Substanties: appel, lichamen, ...
- Relaties: groter dan, kleiner dan, ten noorden van, ...

Toepassing: "Appel" is bijvoorbeeld een verzamelnaam van de enkelvoudige ideeën "rood", "rond" en "zoet".
Samen met George Berkeley en David Hume behoorde John Locke tot de belangrijkste voorvechters van het empirisme van zijn tijd.

### Kritiek
Het idee van de primaire en secundaire kwaliteiten werd later door George Berkeley aangevallen. Volgens hem konden primaire kwaliteiten alleen gekend zijn als we eerst de secundaire kwaliteiten bestuderen, dus primaire kwaliteiten bestaan ook alleen maar in de geest.

## Staatsfilosofie
Naast onder anderen Thomas Hobbes, Spinoza, Montesquieu, Rousseau en (meer recent) Rawls heeft Locke ook naam als een van de grote verdragstheoretici. Verdragstheorieën (vaak "sociaal contract" genoemd) geven een onderbouwing, en daarmede een rechtvaardiging van de staat en de staatsmacht. Hierbij zijn vooral twee werken van belang: Two Treatises of Government (1689) en Epistulae de tolerantia (brieven over verdraagzaamheid, 1689-1706).
De staat is bij hem niet een door God gegeven en aan de mens opgelegd instituut, noch is zij een soort organisme dat als vanzelf gegroeid is; zij komt pas tot stand doordat de mensen de grootst mogelijke veiligheid en bestaanszekerheid zoeken. De staat is het product van een in vrijheid door burgers gesloten overeenkomst waarbij men afspreekt een deel van zijn natuurlijke rechten over te dragen aan de overheid. Locke vertrekt hieruit vanuit een natuurtoestand van de mens. In deze natuurtoestand is de mens noch goed noch slecht. De aarde is door God aan alle mensen gegeven en dus is de aarde van iedereen. Iedereen kan aanspraak maken op alle goederen. Als iemand echter een goed 'vermengt' met arbeid (zijn eigen arbeid of die van zijn dienaars) houdt het collectieve eigendom op te bestaan en komt het eigendom van deze zaak in handen van de bewerker. Met de afgrenzingen van eigendom komen de mensen in conflict met elkaar en zullen ze deze conflicten zelf moeten oplossen, hun recht laten gelden. Het sociaal contract van Locke biedt een institutionalisering van het recht (o.a.) en zorgt ervoor dat eigenrichting tezamen met disproportionele straffen tot het verleden behoren.
Een dergelijk "contract" kan bij Locke door dezelfde burgers gewijzigd worden als er sprake blijkt van veranderde omstandigheden. Bovendien kunnen de burgers regeringen en dergelijke afzetten als zij de rechten van het volk niet naleven (tirannie, absolutisme...). Er bestaat bij Locke (en hier is hij volledig in tegenspraak met zijn voorganger Hobbes) dus geen absoluut heersersrecht. Het beste voorbeeld van dit gedachtegoed van Locke is de Amerikaanse Declaration of Independence.
Er is maar één staatsvorm die kan samengaan met deze staatsfilosofie, en dat is de constitutionele democratie. Participatie van de burgers was voor Locke dat er een representatieve vertegenwoordiging is door middel van het stemmen voor afgevaardigden van het volk. Tevens geldt er in de staatsopvatting van Locke de 'scheiding der machten'. Het geheel van deze burgerlijke staat noemde Locke de civil society.

### Arbeid, eigendom en slavernij
Zoals hierboven al aangestipt ontwikkelde Locke een rechtvaardiging van de particuliere eigendom op basis van (landbouw-)arbeid. Zijn leer gaat uit van overvloedig voorradige onbebouwde grond, waarvan eenieder een deel in bezit kan nemen door deze te (laten) bebouwen. Lockes gedachte is waarschijnlijk ingegeven door de kolonisatie van Noord-Amerika, waarbij hij als investeerder betrokken was. De oorspronkelijke bewoners (door Locke onterecht aangezien voor jagers-verzamelaars) konden onteigend worden omdat er genoeg land voor hen over zou blijven. Van de oorlog die deze onteigening nog tijdens zijn leven ontketende, gaf hij geen rekenschap.
Zijn theorie van eigendom verworven door arbeid benoemt ook de klasse van de  'arbeid organiserende' vroege kapitalisten waartoe Locke zelf behoorde.  Onder eigen arbeid (het bewerken van de natuur) verstaat hij namelijk ook ingehuurde arbeid, of, zoals in zijn voorstel voor een grondwet voor de Carolina's, die van horigen.
Naast de eigendom van grond was Locke, onder bepaalde voorwaarden, ook voorstander van het bezit van de ene mens door de andere: hij meende dat slavernij gerechtvaardigd was, maar enkel in het geval dat men krijgsgevangen was gemaakt in een rechtvaardige oorlog. Ook hier is gewezen op de vermenging door Locke van theorie en eigenbelang; hij investeerde namelijk in de Trans-Atlantische slavenhandel (Royal African Company), waarvan de slachtoffers doorgaans de verliezers van inter-Afrikaanse oorlogen waren (of hun kinderen). In dienst van graaf Cooper hield Locke mee de pen vast bij het opstellen van de Fundamental Constitutions van Carolina (1669), die blanken "absolute macht" gaven over hun Afrikaanse slaven.

## Invloed
John Locke schreef ooit dat mensen samen een maatschappij vormen, als een sociaal contract dat op vrijwillige basis gesloten wordt. Dit was volgens hem geen contract tussen de regering en geregeerden, maar tussen vrije mensen onderling, op basis van gelijkwaardigheid. Het volk staat deze vrijheid niet af aan de regering, de soevereiniteit berust volgens Locke nog steeds bij het volk. De taak van de regering is om het volk te beschermen, waarbij de rechten van het individu op leven, vrijheid en bezit het belangrijkste zijn. Dit betekent dat wanneer een regering in gebreke blijft, door zich bijvoorbeeld dictatoriaal te gedragen, het volk het morele recht heeft om deze regering af te zetten. Het zal uiteindelijk blijken dat dit in de zeventiende eeuw nog geen voor de hand liggende gedachte was. Locke heeft echter grote invloed gehad op denkers van de achttiende eeuw. Zo liet de conservatieve factie van de Founding Fathers van Amerika, die de grondwet van de jonge republiek opstelden, zich door hem inspireren.
Door zijn verdediging van particuliere eigendom en individuele rechten wordt Locke ook gezien als de grondlegger van het liberalisme.

## Varia
Volgens Locke, die als filosoof en arts bijzondere aandacht had voor de waarneming, draagt ieder mens een toetssteen met zich mee om waarheid van schijn te onderscheiden.

## Belangrijkste werken
- A Letter Concerning Toleration (1689)
- A Second Letter Concerning Toleration (1690)
- A Third Letter for Toleration (1692)
- Two Treatises of Government (1689)
- An Essay Concerning Human Understanding (1690)
- Some Thoughts Concerning Education (1693)
- The Reasonableness of Christianity, as Delivered in the Scriptures (1695)
- A Vindication of the Reasonableness of Christianity (1695)